# شراب و عیش نهان چیست کار بی‌بنیاد
غزلی با مطلع «شراب و عیش نهان چیست کار بی‌بنیاد» غزل شمارهٔ ۱۰۱ از دیوانِ حافظ در تصحیحِ محمد قزوینی و قاسم غنی است.

## در اجراها
قوامی در برنامهٔ شمارهٔ ۱۲۱ از مجموعهٔ برگ سبز این غزل را در دستگاهِ چهارگاه اجرا کرده‌است.